# Gentiana
Genre
Classification phylogénétique
Gentiana est un genre de plantes appelé communément gentianes, de la famille des Gentianacées. 
Ce sont des plantes herbacées, annuelles ou vivaces, aux feuilles souvent en rosettes basales. Les fleurs solitaires ou en grappes ont en général un calice denté et une corolle en cloche, en entonnoir ou en trompette. Dans ce genre cosmopolite on a décrit environ 400 espèces qui poussent souvent dans les milieux montagnards.

## Liste d'espèces
- Gentiana acaulis L. – Gentiane acaule
- Gentiana affinis Griseb.
- Gentiana alba Muhl. ex Nutt.
- Gentiana albanica (Jáv.) A. W. Hill
- Gentiana algida Pallas
- Gentiana alpina Vill. – Gentiane des Alpes
- Gentiana altorum Harry Sm.
- Gentiana andrewsii Griseb.
- Gentiana angulosa M. Bieb.
- Gentiana angustifolia Vill.
- Gentiana aquatica L.
- Gentiana arethusae Burkill
- Gentiana asclepiadea L. – Gentiane asclépiade
- Gentiana aspera Hegetschw.
- Gentiana atlantica Litard. & Maire
- Gentiana atropurpurea T. N. Ho
- Gentiana austromontana Pringle & Sharp
- Gentiana autumnalis L.
- Gentiana bavarica L. – Gentiane de Bavière
- Gentiana boissieri Schott & Kotschy ex Boiss.
- Gentiana bolavenensis Nagah., Tagane & Soulad.
- Gentiana boryi Boiss.
- Gentiana brachyphylla Villars – Gentiane à feuilles courtes
- Gentiana brentae Prosser & Bertolli
- Gentiana burseri Lapeyr. – Gentiane de Burser
- Gentiana cachemirica Decne.
- Gentiana caelestis (C. Marquand) Harry Sm.
- Gentiana calycosa Griseb.
- Gentiana carpatica (Börner) Wettst.
- Gentiana caryophyllea Harry Smith
- Gentiana catesbaei Walt.
- Gentiana caucasea Sims
- Gentiana chinensis Kusn.
- Gentiana clausa Raf.
- Gentiana clusii E. P. Perrier & Songeon – Gentiane de Clusius
- Gentiana crassicaulis Gilg.
- Gentiana cruciata L. – Gentiane croisette
- Gentiana cuneibarba Harry Smith
- Gentiana dahurica Fisch.
- Gentiana damyonensis C. Marquand
- Gentiana dechyana Sommier & Levier
- Gentiana decora Pollard
- Gentiana decorata Diels
- Gentiana decumbens L. f.
- Gentiana delavayi Franchet
- Gentiana depressa D. Don
- Gentiana dinarica Beck
- Gentiana djimilensis C. Koch
- Gentiana douglasiana Bong.
- Gentiana doxiongshangensis T. N. Ho
- Gentiana dschungarica Regel
- Gentiana farreri Balf. f.
- Gentiana faucipilosa Harry Smith
- Gentiana fremontii Torr.
- Gentiana frigida Haenke
- Gentiana froelichii Rchb.
- Gentiana futtereri Diels & Gilg
- Gentiana gelida M. Bieb.
- Gentiana georgei Diels
- Gentiana glauca Pallas
- Gentiana hexaphylla Maxim. ex Kusn.
- Gentiana infelix C. B. Clarke
- Gentiana kolakovskyi Doluch.
- Gentiana kurroo Royle
- Gentiana laevicalyx (Rohlena) Rohlena
- Gentiana lagodechiana (Kusn.) Grossh.
- Gentiana leucantha Harry Smith ex T. N. Ho & S. W. Liu
- Gentiana lhassica Burkill
- Gentiana ligustica R. Vilm. & Chopinet
- Gentiana linearis Froel.
- Gentiana lineolata Franchet
- Gentiana lutea L. – Grande gentiane ou Gentiane jaune
- Gentiana macrophylla Pall.
- Gentiana manshurica Kitagawa
- Gentiana meiantha (C.B. Clarke) Harry Sm.
- Gentiana melandriifolia Franch. ex Hemsl.
- Gentiana newberryi Gray
- Gentiana nipponica Maxim.
- Gentiana nivalis L. – Gentiane des neiges
- Gentiana nubigena Edgew.
- Gentiana obconica T.N. Ho
- Gentiana occidentalis Jakow.
- Gentiana olivieri Griseb.
- Gentiana orbicularis Schur
- Gentiana oreodoxa Harry Smith
- Gentiana ornata (Wall. ex G. Don) Griseb.
- Gentiana oschtenica (Kusn.) Kusn.
- Gentiana otophora Franchet
- Gentiana otophoroides Harry Smith
- Gentiana pannonica Scop.
- Gentiana paradoxa Albov
- Gentiana parryi Engelm.
- Gentiana penetii (Litard. & Maire) Romo
- Gentiana pennelliana Fern.
- Gentiana phyllocalyx C. B. Clarke
- Gentiana picta Franchet
- Gentiana platypetala Griseb.
- Gentiana plurisetosa C.T. Mason
- Gentiana pneumonanthe L. – Gentiane des marais ou Gentiane pneumonanthe
- Gentiana pontica Soltok.
- Gentiana praeclara C. Marquand
- Gentiana prolata Balf. f.
- Gentiana prostrata Haenke
- Gentiana puberulenta J. Pringle
- Gentiana pumila Jacq.
- Gentiana punctata L. – Gentiane ponctuée
- Gentiana purpurea L. – Gentiane pourpre
- Gentiana pyrenaica L. – Gentiane des Pyrénées
- Gentiana riparia Kar. & Kir.
- Gentiana robusta King ex Hook.f.
- Gentiana rostanii Verl.
- Gentiana rubricaulis Schwein.
- Gentiana saponaria L.
- Gentiana scabra Bunge
- Gentiana sceptrum Griseb.
- Gentiana septemfida Pallas
- Gentiana setigera Gray
- Gentiana sichitoensis C. Marquand
- Gentiana sierrae Briq.
- Gentiana sino-ornata Balf.f. Kudoa
- Gentiana siphonantha Maxim. ex Kusn.
- Gentiana stipitata Edgew.
- Gentiana straminea Maxim.
- Gentiana striata Maxim.
- Gentiana suborbisepala C. Marquand
- Gentiana szechenyii Kanitz
- Gentiana terglouensis Hacq.
- Gentiana ternifolia Franch.
- Gentiana tetraphylla Maxim. ex Kusn.
- Gentiana tianschanica Rupr.
- Gentiana tibetica King ex J. D. Hooker
- Gentiana tongolensis Franchet
- Gentiana tornezyana Litard. & Maire
- Gentiana trichotoma Kusn.
- Gentiana triflora Pallas
- Gentiana uchiyamae Nakai
- Gentiana umbellata M. Bieb.
- Gentiana urnula Harry Sm.
- Gentiana utriculosa L.
- Gentiana veitchiorum Hemsl.
- Gentiana verna L. – Gentiane de printemps
- Gentiana vernayi C.Marquand
- Gentiana villarsii (Griseb.) Ronniger
- Gentiana villosa L.
- Gentiana walujewii Regel & Schmalh.
- Gentiana wangchukii E. Anken & D.G. Long
- Gentiana woodii J.S.Pringle
- Gentiana yunnanensis Franchet
- Gentiana zekuensis T.N.Ho & S.W.Liu
- Gentiana zollingeri Fawc. – Gentiane de Zollinger